# Kollerschlag
Kollerschlag est une commune autrichienne du district de Rohrbach en Haute-Autriche.